# Lightweight Java Game Library
Lightweight Java Game Library (LWJGL) — це бібліотека програмного забезпечення з відкритим вихідним кодом, яка надає прив’язки до різноманітних бібліотек C для розробників відеоігор мовою програмування Java . Вона надає використовує всередині міжплатформні бібліотеки, які часто використовуються для розробки відеоігор Vulkan, OpenGL, OpenAL і OpenCL .
Основна ціль проєкту — надати розробникам мовою програмування Java спосіб отримати доступ до інструментів, наразі недоступні, або недостатньо реалізовані на платформі Java. Основна філософія полягає в тому, щоб подати низькорівневі технології в обгортці у вигляді даної бібліотеки, створюючи таким чином API, подібний до оригіналу. Вона також є основою багатьох високорівневих ігрових двигунів і бібліотек Java, таких як libGDX або jMonkeyEngine.